# Мелти
Мелти (устар. Мэлти) — река в России, правый приток Лены. Протекает по территории Жиганского района Якутии.
По данным государственного водного реестра длина реки 6 километров, образуется от слияния истоков Хангас-Сала, длиной 29 км, справа и Унга-Салаа, длиной 32 км, слева. На современных картах приток Унга-Сала считается Мелти, таким образом реку, исток которой находится в небольшом безымянном озере, к юго-востоку от озера Джякян 2-е, можно считать длиной 38 км. Впадает в Лену, напротив острова Мичигис, на расстоянии 876 км от устья.
По данным государственного водного реестра России относится к Ленскому бассейновому округу. Код водного объекта — 18030900112117500004605.